# Henri Hack
Henri Hack (Den Haag, 24 november 1878 – aldaar, 12 oktober 1928) was een Nederlands violist.
Hendrik Willem Leonard Hack was zoon van boekhandelaar Arie Hack en Christina Frederica Verhoef. Hij was getrouwd met Antoinette Pauline Reichholt.
Hij kreeg zijn muziekopleiding aan het Haags Conservatorium en trok vervolgens naar Frankfurt am Main om les te nemen hij Hugo Heermann. Daarna had hij een solocarrière en was kwartetspeler. Hij trad op in binnen- en buitenland. Hij was vanaf de oprichting van het Residentieorkest betrokken bij dat orkest, eerst als solist met optredens met dat orkest en vervolgens meer dan tien jaar als orkestlid bij de "eerste violen". Voort was hij eerste violist binnen het Haagsch Toonkunstkwartet en Trio. Hij speelde met onder andere Carel Oberstadt en Karel August Textor. Hij bespeelde een Stradivariusviool. In 1903 werd hij door koningin Wilhelmina der Nederlanden uitgenodigd om een concert te geven in haar paleis. Hij was ook bekend als vioolleraar.
Kor Kuiler droeg zijn Legende voor viool en piano opus 18 aan Hack op, Bart Verhallen deed hetzelfde met zijn Abendlied für Violine und Orgel opus 43 uit 1903.
Hij liet een klein archief na aan (de voorloper van) het Nederlands Muziekinstituut.